# インド北東部地震 (2016年)
インド北東部地震（インドほくとうぶじしん）は、2016年1月4日にインドの北東部マニプル州を震源に発生したMw6.7の地震である。

## 被害
この地震により、インドマニプル州都インパールなどで屋根や階段が崩れたり、インパール国際空港のターミナルビルで亀裂が入る被害が発生した。また、少なくともインドで死者6人と負傷者100人（そのうち33人が重症）、隣国のバングラデシュで死者5人と負傷者約90人の計11人の死者、約190人の負傷者が出ている。
この地震について、インドのナレンドラ・モディ首相は被害状況を調べるよう指示した。